# Poliplacòfors
Els poliplacòfors (Polyplacophora) són una classe de mol·luscs marins primitius. Es coneixen 1.028 espècies actuals. El principal tret característic es la seva conquilla, formada per vuit plaques articulades. No tenen cap i el peu té forma de sola reptant. Mesuren de 3 mm a quasi 50 cm de longitud, però la majoria assoleixen uns pocs centímetres. Viuen principalment a la zona litoral, per bé que algunes espècies arriben a fondàries considerables. Són bàsicament herbívors brostejadors i es mouen lentament sobre les roques menjant algues. Si són molestats s’enrotllen tot formant una bola.

## Etimologia
Etimològicament el mot polyplacophora deriva del grec polýs (πολύς), moltes, plax (πλαξ), placa i phorós (φορός), que porten; més la terminació neutra de plural -a. En anglès i en francès s'anomenen chitons (sg.: chiton), mot que correspon al català quitó.

## Característiques
L'anatomia dels poliplacòfors és més simple que la resta dels mol·luscs. No tenen un cap diferenciat ni tentacles ni ulls, però les plaques tenen molts porus petits a través dels quals surten grups de cèl·lules del mantell; n’hi ha secretores i de fotoreceptores, amb una lent, cos vitri, retina i nervi òptic. Presenten ctenidis com a òrgans respiratoris, en nombre de 4 a 88 segons les espècies. Tenen un sistema nerviós molt senzill, amb un parell de cordons ventrals i un altre de laterals amb moltes comissures entre ells però sense ganglis. L'aparell digestiu comença per la boca i segueix amb la faringe on se situa la ràdula, que té fileres transversals de 17 denticles de diferents tipus, que contenen òxids de ferro magnètics. Tenen un cor amb dues aurícules i un ventricle, que desemboca en una aorta dorsal dirigida endavant.

## Reproducció
Quasi totes les espècies tenen els sexes separats i la fecundació és externa. De l'ou surt una larva pseudotrocòfora que al cap d’unes hores o dies sofreix una metamorfosi. La maduresa sexual s’assoleix al cap d’un o dos anys; la durada de la vida varia entre 4 i 16 anys.

## Taxonomia
La major part dels esquemes de classificació dels poliplacòfors d'avui en dia estan basats en el "Manual de concologia" de Pilsbry (1892-1894), ampliat i revisat per Kass i Van Belle (1985-1990).
D'ençà que els poliplacòfors van ser descrits per primera vegada per Linnaeus (1758) s'han realitzat estudis taxonòmics extensius a nivell d'espècie. Així, la classificació taxonòmica a nivells superiors en el grup ha romàs sense afermar.
La classificació més recent (Sirenko 2006) no es basa únicament en la morfologia de la conquilla, com és habitual, sinó que també té en compte altres característiques importants com la ràdula, les brànquies i els espermatozous entre d'altres. Inclou tant els gèneres extints com els actuals.
Aquest sistema s'accepta de manera general.
- Classe Polyplacophora Gray, 1821
  - Subclasse Paleoloricata Bergenhayn, 1955
    - Ordre Chelodida Bergenhayn, 1943
      -         - Família Chelodidae Bergenhayn, 1943
          - Chelodes Davidson et King, 1874
          - Euchelodes Marek, 1962
          - Calceochiton Flower, 1968

    - Ordre Septemchitonida Bergenhayn, 1955
      -         - Família Gotlandochitonidae Bergenhayn, 1955
          - Gotlandochiton Bergenhayn, 1955

        - Família Helminthochitonidae Van Belle, 1975
          - Kindbladochiton Van Belle, 1975
          - Diadelochiton Hoare, 2000
          - Helminthochiton Salter in Griffith et M'Coy, 1846
          - Echinochiton Pojeta, Eernisse, Hoare et Henderson, 2003

        - Família Septemchitonidae Bergenhayn, 1955
          - Septemchiton Bergenhayn, 1955
          - Paleochiton A. G. Smith, 1964
          - Thairoplax Cherns, 1998

  - Subclasse Loricata Shumacher, 1817
    - Ordre Lepidopleurida Thiele, 1910
      - Subordre Cymatochitonina Sirenko et Starobogatov, 1977
        - Família Acutichitonidae Hoare, Mapes et Atwater, 1983
          - Acutichiton Hoare, Sturgeon et Hoare, 1972
          - Elachychiton Hoare, Sturgeon et Hoare, 1972
          - Harpidochiton Hoare et Cook, 2000
          - Arcochiton Hoare, Sturgeon et Hoare, 1972
          - Kraterochiton Hoare, 2000
          - Soleachiton Hoare, Sturgeon et Hoare, 1972
          - Asketochiton Hoare et Sabattini, 2000

        - Família Cymatochitonidae Sirenko et Starobogatov, 1977
          - Cymatochiton Dall, 1882
          - Compsochiton Hoare et Cook, 2000

        - Família Gryphochitonidae Pilsbry, 1900
          - Gryphochiton Gray, 1847

        - Família Lekiskochitonidae Smith et Hoare, 1987
          - Lekiskochiton Hoare et Smith, 1984

        - Família Permochitonidae Sirenko et Starobogatov, 1977
          - Permochiton Iredale et Hull, 1926

      - Subordre Lepidopleurina Thiele, 1910
        - Família Ferreiraellidae Dell' Angelo et Palazzi, 1991
          - Glaphurochiton Raymond, 1910
          - ?Pyknochiton Hoare, 2000
          - ?Hadrochiton Hoare, 2000
          - Ferreiraella Sirenko, 1988

        - Família Glyptochitonidae Starobogatov et Sirenko, 1975
          - Glyptochiton Konninck, 1883

        - Família Leptochitonidae Dall, 1889
          - Colapterochiton Hoare et Mapes, 1985
          - Coryssochiton DeBrock, Hoare et Mapes, 1984
          - Proleptochiton Sirenko et Starobogatov, 1977
          - Schematochiton Hoare, 2002
          - Pterochiton (Carpenter MS) Dall, 1882
          - Leptochiton Gray, 1847
          - Parachiton Thiele, 1909
          - Terenochiton Iredale, 1914
          - Trachypleura Jaeckel, 1900
          - Pseudoischnochiton Ashby, 1930
          - Lepidopleurus Risso, 1826
          - Hanleyella Sirenko, 1973

        - Família Camptochitonidae Sirenko, 1997
          - Camptochiton DeBrock, Hoare et Mapes, 1984
          - Pedanochiton DeBrock, Hoare et Mapes, 1984
          - Euleptochiton Hoare et Mapes, 1985
          - Pileochiton DeBrock, Hoare et Mapes, 1984
          - Chauliochiton Hoare et Smith, 1984
          - Stegochiton Hoare et Smith, 1984

        - Família Nierstraszellidae Sirenko, 1992
          - Nierstraszella Sirenko, 1992

        - Família Mesochitonidae Dell' Angelo et Palazzi, 1989
          - Mesochiton Van Belle, 1975
          - Pterygochiton Rochebrune, 1883

        - Família Protochitonidae Ashby, 1925
          - Protochiton Ashby, 1925
          - Deshayesiella (Carpenter MS) Dall, 1879
          - Oldroydia Dall, 1894

        - Família Hanleyidae Bergenhayn, 1955
          - Hanleya Gray, 1857
          - Hemiarthrum Dall, 1876

    - Ordre Chitonida Thiele, 1910
      - Subordre Chitonina Thiele, 1910
      - Superfamíla Chitonoidea Rafinesque, 1815
        - Família Ochmazochitonidae Hoare et Smith, 1984
          - Ochmazochiton Hoare et Smith, 1984

        - Família Ischnochitonidae Dall, 1889
          - Ischnochiton Gray, 1847
          - Stenochiton H. Adams et Angas, 1864
          - Stenoplax (Carpenter MS) Dall, 1879
          - Lepidozona Pilsbry, 1892
          - Stenosemus Middendorff, 1847
          - Subterenochiton Iredale et Hull, 1924
          - Thermochiton Saito et Okutani, 1990
          - Connexochiton Kaas, 1979
          - Tonicina Thiele, 1906

        - Família Callistoplacidae Pilsbry, 1893
          - Ischnoplax Dall, 1879
          - Callistochiton (Carpenter MS) Dall, 1879
          - Callistoplax Dall, 1882
          - Ceratozona Dall, 1882
          - Calloplax Thiele, 1909

        - Família Chaetopleuridae Plate, 1899
          - Chaetopleura Shuttleworth, 1853
          - Dinoplax (Carpenter MS) Dall, 1879

        - Família Loricidae Iredale et Hull, 1923
          - Lorica H. et A. Adams, 1852
          - Loricella Pilsbry, 1893
          - Oochiton Ashby, 1929

        - Família Callochitonidae Plate, 1901
          - Callochiton Gray, 1847
          - Eudoxochiton Shuttleworth, 1853
          - Vermichiton Kaas, 1979

        - Família Chitonidae Rafinesque, 1815
          - Subfamília Chitoninae Rafinesque, 1815
          - Chiton Linnaeus, 1758
          - Amaurochiton Thiele, 1893
          - Radsia Gray, 1847
          - Sypharochiton Thiele, 1893
          - Nodiplax Beu, 1967
          - Rhyssoplax Thiele, 1893
          - Teguloaplax Iredale & Hull, 1926
          - Mucrosquama Iredale, 1893
          - Subfamília Toniciinae Pilsbry, 1893
          - Tonicia Gray, 1847
          - Onithochiton Gray, 1847
          - Subfamília Acanthopleurinae Dall, 1889
          - Acanthopleura Guilding, 1829
          - Liolophura Pilsbry, 1893
          - Enoplochiton Gray, 1847
          - Squamopleura Nierstrasz, 1905

        - Superfamília Schizochitonoidea Dall, 1889
        - Família Schizochitonidae Dall, 1889
          - Incissiochiton Van Belle, 1985
          - Schizochiton Gray, 1847

      - Subordre Acanthochitonina Bergenhayn, 1930
        - Família Mopalioidea Dall, 1889
        - Família Tonicellidae Simroth, 1894
        - Subfamília Tonicellinae Simroth, 1894
          - Lepidochitona Gray, 1821
          - Particulazona Kaas, 1993
          - Boreochiton Sars, 1878
          - Tonicella Carpenter, 1873
          - Nuttallina (Carpenter MS) Dall, 1871
          - Spongioradsia Pilsbry, 1894
          - Oligochiton Berry, 1922

        - Subfamília Juvenichitoninae Sirenko, 1975
          - Juvenichiton Sirenko, 1975
          - Micichiton Sirenko, 1975
          - Nanichiton Sirenko, 1975

        - Família Schizoplacidae Bergenhayn, 1955
          - Schizoplax Dall, 1878

        - Família Mopaliidae Dall, 1889
        - Subfamília Heterochitoninae Van Belle, 1978
          - Heterochiton Fucini, 1912
          - Allochiton Fucini, 1912

        - Subfamília Mopaliinae Dall, 1889
          - Aerilamma Hull, 1924
          - Guildingia Pilsbry, 1893
          - Frembleya H. Adams, 1866
          - Diaphoroplax Iredale, 1914
          - Plaxiphora Gray, 1847
          - Placiphorina Kaas & Van Belle, 1994
          - Nuttallochiton Plate, 1899
          - Mopalia Gray, 1847
          - Maorichiton Iredale, 1914
          - Placiphorella (Carpenter MS) Dall, 1879
          - Katharina Gray, 1847
          - Amicula Gray, 1847

        - Superfamília Cryptoplacoidea H. et A. Adams, 1858
        - Família Acanthochitonidae Pilsbry, 1893
        - Subfamília Acanthochitoninae Pilsbry, 1893
          - Acanthochitona Gray, 1921
          - Craspedochiton Shuttleworth, 1853
          - Spongiochiton (Carpenter MS) Dall, 1882
          - Notoplax H. Adams, 1861
          - Pseudotonicia Ashby, 1928
          - Bassethullia Pilsbry, 1928
          - Americhiton Watters, 1990
          - Choneplax (Carpenter MS) Dall, 1882
          - Cryptoconchus (de Blainville MS) Burrow, 1815

        - Subfamília Cryptochitoninae Pilsbry, 1893
          - Cryptochiton Middendorff, 1847

        - Família Hemiarthridae Sirenko, 1997
          - Hemiarthrum Carpenter in Dall, 1876
          - Weedingia Kaas, 1988

        - Família Choriplacidae Ashby, 1928
          - Choriplax Pilsbry, 1894

        - Família Cryptoplacidae H. et A. Adams, 1858
          - Cryptoplax de Blainville, 1818

  - Incertae sedis
    -       -         - Família Scanochitonidae Bergenhayn, 1955
          - Scanochiton Bergenhayn, 1955

        - Família Olingechitonidae Starobogatov et Sirenko, 1977
          - Olingechiton Bergenhayn, 1943

        - Família Haeggochitonidae Sirenko et Starobogatov, 1977
          - Haeggochiton Bergenhayn, 1955

        - Família Ivoechitonidae Sirenko et Starobogatov, 1977
          - Ivoechiton Bergenhayn, 1955